# Sebastian Nerz
Sebastian Matthias Nerz, né le 13 juillet 1983 à Reutlingen, est bio-informaticien et un homme politique allemand, membre du Parti des pirates puis du Parti libéral-démocrate (FDP) depuis 2015.

## Biographie
Après avoir obtenu son Abitur en 2002, Nerz effectue son service civil à la Croix-Rouge. En 2003, il commence des études de bio-informatique à l'université Eberhard Karl de Tübingen dont il est diplômé en 2010.
Nerz fait ses débuts en politique au sein de l'Union chrétienne-démocrate (CDU).
En 2009, il rejoint le Parti des pirates dont il est le président de mai 2011 à avril 2012. Il est tête de liste pour le Bade-Wurtemberg et candidat dans la circonscription de Tübingen aux élections fédérales du 22 septembre 2013.
En 2014, il quitte le Parti des pirates avant de rejoindre le Parti libéral-démocrate (FDP) en octobre 2015.